# سیسکو (بازیکن فوتبال، زاده ۱۹۸۶)
سیسکو (اسپانیایی: Xisco‎؛ زادهٔ ۲۶ ژوئن ۱۹۸۶) بازیکن فوتبال اهل اسپانیا است.
از باشگاه‌هایی که در آن بازی کرده‌است می‌توان به باشگاه فوتبال نیوکاسل یونایتد، باشگاه فوتبال موانگتونگ یونایتد، باشگاه فوتبال کوردوبا، باشگاه فوتبال راسینگ سانتاندر، باشگاه ورزشی رئال مایورکا، و باشگاه فوتبال دپورتیوو لا کرونیا اشاره کرد.
وی همچنین در تیم ملی فوتبال زیر ۲۱ سال اسپانیا بازی کرده‌است.